# Джона. Овощная мультяшка
«Джона. Овощная мультяшка» (другое название «Приключения пиратов в Стране Овощей») — комедийный компьютерный мультипликационный фильм-мюзикл режиссёра Фила Вишера и Майкла Навроцки. Персонажами мультфильма стали овощи, известные ранее по мультсериалу, посвящённому их жизни. Сюжет мультфильма основан на Книге пророка Ионы, и снят в совместном производстве студиями Family Home Entertainment и Big Idea Entertainment. В 2008 году вышло продолжение мультфильма, «Приключения пиратов в стране овощей 2», полностью посвящённое приключениям пиратов.

## Сюжет
Помидор Боб со спаржей Аспарагусом едут в маленькой машине на концерт известного музыканта, спаржи Твиппо. Вместе с ними едут и их дети, среди которых маленькая спаржа Джуниор и морковка Лора. Лора хвастает тем, что у неё есть особый билет для прохода за кулисы. Она начинает дразнить свою подругу Джуниор этим билетом. Однако в этот момент Боб теряет управление и билет Лоры улетает в окно. Машина теряет управление, дикобраз с дороги протыкает в ней две шины, и вскоре ехать главным героям уже не получается. Однако рядом они видят кафе и заходят туда.
Лора огорчена потерей билета, но Джуниор говорит что так ей и надо. Боб решает позвонить в техпомощь. Горошки-официанты усаживают гостей за стол. За столом Джуниор знакомится с пиратами, «которые ничего не делают» — огурцом, тыквой и их капитаном горохом. Они говорят что слышали разговор Джуниор и Лоры, и что Джуниор была очень жестока по отношению к подруге. Они решают рассказать ей историю про то, как однажды они помогли одному парню, а также какую роль в его жизни сыграло сострадание и милосердие. Вскоре вся овощная семья садится за стол и внимательно слушают их рассказ.
Когда-то, далеко в Израиле трое пиратов не могли найти работу. Зато хорошая работа была у Джоны — местного пророка и предсказателя. Господь посылал ему сообщения и он читал их народу. Он призывал их к доброте и миру. Джоне очень нравилась его работа. Но вот в одну ночь он узнал от Господа что надо зачитать сообщение в Ниневии, столице Ассирии. Этот город считался городом воров, грубиянов, и их главным занятием было битье рыбой. Жители Израиля ненавидели Ниневию и просили Бога уничтожить город со всеми его жителями. Джона растерян, он не хочет ехать в туда и на следующий день он выбирает самый далёкий город от Ниневии — Таршиш. Джона встречает пиратов, которые ничего не делают. За предложенные деньги они с радостью соглашаются отвести его в Таршиш.

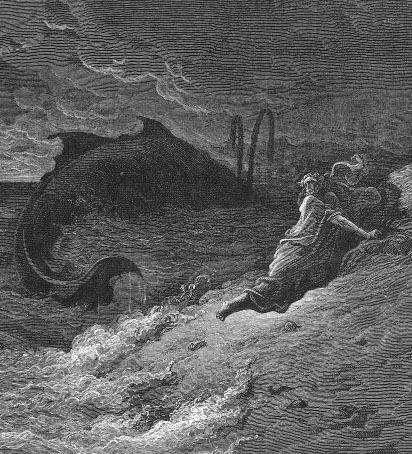
Мультфильм основан на Книге пророка Ионы

Корабль вышел в море, и Джона в плохом настроении идёт в палубу. Там он знакомится с Калилом, червяком-торговцем, который «зайцем» находится на судне. Калил узнаёт Джону, так как он знаменитость, у него даже есть ковры с его изображением и игрушки в виде его головы. Джона ложится спать, но вскоре его будит жуткий шторм. Капитан говорит, что Бог кем-то очень недоволен, раз послал такую бурю. Он сажает своих пиратов, а также Калила и Джону, за стол, и устраивает турнир по игре в карты. Бог недоволен тем, кто проиграет, и после игры проигравший должен покинуть корабль. Начинает ожесточённая игра, и в итоге Джона проигрывает. Он рассказывает, что случилось с ним в Израиле, и понимает, что должен уйти с корабля. Его выбрасывают за борт и погода тут же становится хорошей. Пираты хотят его вытащить, но тут из океана выплывает кит, который проглатывает Джону. Пираты стреляют в кита шаром для боулинга, в котором спрятался Калил. Кит проглатывает шар и скрывается в морской пучине.
В животе у кита Калил говорит Джоне, что тот должен прибыть в Ниневию и прочитать своё послание, но Джона уже не верит что ему улыбнётся удача. Но тут появляются множество ангелов, которые говорят Джоне, что Бог прощает его и даёт второй шанс, так как даёт его всем. Вместе они весело поют, и вскоре кит выплёвывает Джону и Калила на незнакомый берег. Там Джона видит своего верблюда Реджинальда и понимает, что они недалеко от Ниневии.
Они встречают друзей-пиратов. Пираты говорят, что у них есть специальный пропуск на фабрику, где делают знаменитые сырные завитушки, которые есть только в Ниневии. Они проводят Джону и Калила с собой в город, но в городе пиратов арестовывают, так как их уличили в краже завитушек, а Джону и Калила арестовывают с ними. Их всех приговаривают к страшной казни, на которую смотрит сам мэр города мистер Твистер. Однако Джоне дают возможность прочитать сообщение и он говорит, что Бог недоволен обманом, насилием и драками в Ниневии. Мэр расстроен, но он приказывает жителям города прекратить свои грязные выходки, и тогда они могут рассчитывать на второй шанс. Джону, Калила и пиратов отпускают с почестями. Пираты уходят на свой корабль, а Джона с Калилом едут на большую гору, откуда виден город Ниневия.
Джона говорит, что вот-вот ненавистный всем город будет уничтожен, но этого не происходит. Калил говорит Джоне, что Бог любит не только его самого, но и жителей Ниневии, поэтому Он и дал им второй шанс. В жизни главное милосердие, это когда ты даёшь второй шанс тому, кто его даже не заслуживает. Джона огорчён, он говорит что хочет вновь попасть в пасть киту, так как ненавидит Ниневию и хочет чтобы его уничтожили, но этого уже не произойдёт, так как жители города прислушались к сообщению пророка. Калил говорит, что Джона жалок, и уходит, с ним уходит и Реджинальд. Рыдающий Джона остаётся на горе.
На этом история заканчивается. Боб, Аспарагус и дети в недоумении, так как счастливая история закончилась плохо. В этот момент в кафе появляется… Твиппо. Он говорит что его автобус поломался и он был вынужден остановиться здесь. Он говорит что всех подвезёт. Лора говорит что все поедут кроме неё, но Джуниор отдаёт ей свой билет, видя её искреннее раскаяние. Все растроганы, Твиппо говорит что Джуниор поступила очень милосердно. Он обещает что лично приведёт всю компанию на концерт, а потом всех проведёт за кулисы. Поняв, что все находящиеся в кафе знаю историю Джоны, он решает спеть про эту историю свою песню. Получается большой музыкальный номер к которому присоединяются и горошки, и пираты, и все радуются. В конце в кафе приходит Калил, работник техпомощи, которую ранее вызвал Боб. Твиппо спрашивает, не встречались ли они раньше с Калилом, на что червь одобрительно ведёт бровями. Становится ясно, что Джона и Твиппо — это одна спаржа.

## Отзывы
Мультфильм получил смешанные, в целом умеренно-положительные отзывы критики. Rotten Tomatoes выдал мультфильму положительный рейтинг 66 %. На Metacritic рейтинг одобрения составляет 58 из 100 баллов. Брюс Фреттс из Entertainment Weekly утверждал, что, несмотря на «плохой юмор», его спасла «бодрая анимация и запоминающиеся песни».

## Саундтреки
- «Billy Joe McGuffrey»
- «Drive into the River, Bob'»'
- «Steak and Shrimp»
- «The Pirates Who Don’t Do Anything» исполнена «Relient K»
- «Message From the Lord»
- «It Can Not Be»
- «Ding Dong»
- «Second Chances» исполнена «Anointed»
- «Jonah Was a Prophet»
- «In the Belly of the Whale» исполнена «Newsboys»
- «The Credits Song»
- «3-2-1 Penguins! Theme Song» (UK)